# Doctor Strange (film)
Doctor Strange è un film del 2016 diretto da Scott Derrickson.
Basato sull'omonimo personaggio di Marvel Comics, è il 14º film del Marvel Cinematic Universe (MCU).
Prodotto dai Marvel Studios e distribuito dai Walt Disney Studios Motion Pictures. Il film è stato sceneggiato dallo stesso regista Derrickson con Jon Spaihts e C. Robert Cargill ed ha come interpreti principali Benedict Cumberbatch, Chiwetel Ejiofor, Rachel McAdams, Benedict Wong, Michael Stuhlbarg, Benjamin Bratt, Scott Adkins, Mads Mikkelsen e Tilda Swinton. In Doctor Strange, il neurochirurgo Stephen Strange viene addestrato nell'uso delle arti mistiche dall'Antico.
Nel giugno 2010 Thomas Dean Donnelly e Joshua Oppenheimer vennero chiamati per scrivere la sceneggiatura del film. Nel giugno 2014 Derrickson venne annunciato come regista. Cumberbatch venne annunciato nel ruolo del protagonista nel dicembre 2014, e nello stesso periodo venne annunciato che Spaihts avrebbe riscritto la sceneggiatura, rimaneggiata in seguito da Derrickson e Cargill.

## Trama
A Katmandu, in Nepal, il malvagio stregone Kaecilius e i suoi zeloti fanno irruzione nel complesso di Kamar-Taj e uccidono il bibliotecario del luogo, custode di libri antichi e misteriosi. Il gruppo ruba alcune pagine di uno dei libri proibiti dell'Antico, un potente stregone immortale che insegna le arti mistiche ai suoi allievi, tra cui lo stesso Kaecilius. L'Antico insegue i traditori, ma Kaecilius riesce a fuggire portando con sé alcune pagine del libro.
Il dottor Stephen Strange è il miglior neurochirurgo del mondo, ma anche ricco e arrogante. Mentre si reca a una conferenza, si ferisce gravemente le mani in un incidente d'auto, lasciandolo permanentemente incapace di operare. La sua ex fidanzata e collega di lavoro Christine Palmer cerca di aiutarlo ad accettare la sua condizione, ma Strange l'allontana. Dopo mesi impiegati per trovare un modo per recuperare il pieno controllo delle mani, dilapidando il suo patrimonio, Strange viene a conoscenza di Jonathan Pangborn, un paraplegico misteriosamente in grado di camminare. Pangborn invita Strange a raggiungere Kamar-Taj, dove incontra un altro discepolo dell'Antico, Karl Mordo. L'Antico introduce Strange al mondo della magia e delle dimensioni alternative e, nonostante l'iniziale diffidenza, acconsente a istruirlo.
Strange comincia il suo addestramento studiando dai libri della biblioteca, ora custodita dal maestro Wong. Strange apprende che la Terra è protetta dalle altre dimensioni grazie a tre santuari costruiti a New York, Londra e Hong Kong. Compito degli stregoni è quello di proteggere i santuari. Strange fa molti progressi nei mesi seguenti, leggendo anche i libri più avanzati e scoprendo i segreti della manipolazione del tempo grazie all'Occhio di Agamotto. Mordo e Wong mettono in guardia Strange dall'usare tali poteri andando contro le leggi della natura.
Kaecilius e i suoi zeloti utilizzano le pagine rubate per evocare Dormammu della Dimensione Oscura, dove il tempo non esiste. Per attuare il suo piano Kaecilius attacca il santuario di Londra, mentre Strange si ritrova catapultato nel santuario di New York. Strange riesce a trattenere Kaecilius e i suoi zeloti impegnati in una battaglia fino all'arrivo dell'Antico e di Mordo. Kaecilius rivela a Strange che l'Antico ottiene l'immortalità prendendo potere dalla Dimensione Oscura, dopodiché ferisce mortalmente l'Antico e fugge a Hong Kong. Strange, Mordo e Wong lo inseguono, ma scoprono che Kaecilius ha distrutto il santuario della città e che la Dimensione Oscura sta già divorando la Terra. Strange utilizza l'Occhio di Agamotto per invertire il tempo e creare un loop temporale in cui intrappola sé stesso e Dormammu, costretti a rivivere in eterno lo stesso momento. Dormammu accetta la proposta di Strange di lasciare la Terra in cambio della libertà dal paradosso, portando con sé Kaecilius e i suoi zeloti.
Mordo, deluso dopo aver scoperto che l'Antico contravveniva alle sue stesse regole prendendo potere dalla Dimensione Oscura, decide di andarsene. Strange restituisce a Kamar-Taj l'Occhio di Agamotto, che Wong rivela essere una Gemma dell'infinito. Strange diventa il nuovo guardiano del santuario di New York.
Nella scena a metà dei titoli di coda Strange discute con Thor, che ha portato Loki sulla Terra per cercare il padre Odino. Nella scena dopo i titoli di coda Mordo visita Pangborn e porta via la magia che aveva curato la sua paraplegia, affermando di voler ridurre il numero degli stregoni sulla Terra.

## Personaggi

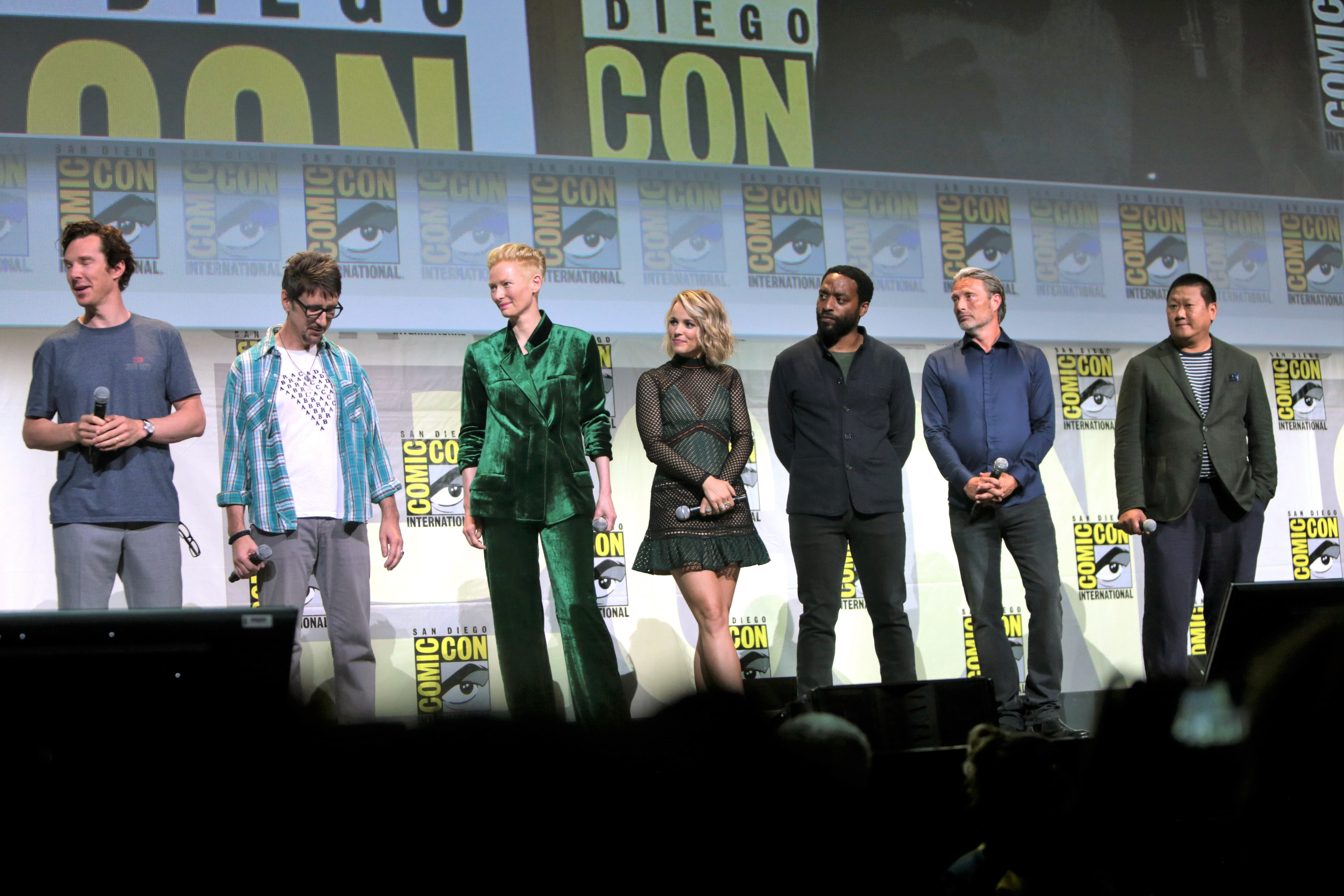
Benedict Cumberbatch, Scott Derrickson, Tilda Swinton, Rachel McAdams, Chiwetel Ejiofor, Mads Mikkelsen e Benedict Wong al San Diego Comic-Con International 2016

- Dr. Stephen Strange, interpretato da Benedict Cumberbatch: Un rinomato neurochirurgo che, dopo un terribile incidente d'auto, scopre un mondo di magia e dimensioni alternative.[1] Cumberbatch, che durante il suo anno sabbatico insegnò inglese in un monastero tibetano nel Darjeeling, in India,[2] affermò di essere stato attratto dal misticismo del film: "Sono molto entusiasta riguardo alla dimensione spirituale, ovviamente. È un aspetto che è stato molto importante nella mia vita. Medito molto. È uno strumento enorme per riuscire a calmarmi, per fuggire da tutta la confusione, riuscire ad avere una mente concentrata e essere una persona più gentile, più cortese. La mia esperienza nel Darjeeling mi ha insegnato molto... sono molto cresciuto dal punto di vista formativo a un'età molto giovane. È qualcosa che cerco di tenere nella mia vita".[3] Cumberbatch affermò di aver prestato particolare attenzione all'aspetto fisico e gestuale del personaggio.[4] Il produttore Kevin Feige aggiunse che nel film sarebbe stata mostrata solo una parte dei poteri di Strange, che includono il lancio di incantesimi "con nomi scioglilingua", la creazione di maṇḍala di luce da usare come scudi e armi e la possibilità di creare portali per viaggiare velocemente attraverso il globo. Strange inoltre possiede la Cappa della Levitazione, che permette di volare, e l'Occhio di Agamotto, un potente artefatto capace di "manipolare le probabilità e il tempo".[5]
- Karl Mordo, interpretato da Chiwetel Ejiofor: Un vecchio allievo di Antico insieme a Strange. A differenza dei fumetti, il personaggio non è totalmente malvagio, ed è frutto dell'unione di più personaggi dell'universo del Dottor Strange.[6][7] Parlando del personaggio, Ejiofor sottolineò che "non è solo un villain, è molto ambiguo. È un mentore per Strange e c'è un crescente rispetto reciproco tra i due, vede grandi potenzialità in Strange, ma poi le cose si complicano".[8]
- Christine Palmer, interpretata da Rachel McAdams:[9][10] Un chirurgo collega di Strange. Feige descrisse il personaggio come "una sorta di cardine alla vecchia vita di Strange, dopo che quest'ultimo indossa i panni dello stregone. È una donna con cui Strange si trova in sintonia sin dall'inizio, poi si ritrovano, e lei lo aiuta a restare ancorato alla sua umanità".[11]
- Wong, interpretato da Benedict Wong:[12] Uno dei Maestri delle Arti Mistiche, insieme a Mago Normal , incaricato di proteggere le reliquie più importanti di Kamar-Taj.[13][14] Il personaggio inizialmente non era incluso nella sceneggiatura, dal momento che nei fumetti è rappresentato spesso come "il domestico asiatico" che fa da spalla a Strange. Tuttavia, dopo che Tilda Swinton venne scelta per interpretare l'Antico, Derrickson decise di utilizzare il personaggio poiché "a differenza dell'Antico, [Wong] può essere totalmente sovvertito come personaggio e reinventato in un personaggio che non cade in nessuno degli stereotipi dei fumetti".[15]
- Nicodemus West, interpretato da Michael Stuhlbarg: un chirurgo rivale di Strange.[16][17]
- Jonathan Pangborn, interpretato da Benjamin Bratt: un paraplegico che aiuta Strange nel suo viaggio di guarigione.[18][19]
- Lucian, interpretato da Scott Adkins: uno zelota di Kaecilius abile nelle arti marziali.[20][21]
- Kaecilius, interpretato da Mads Mikkelsen: un Maestro delle Arti Mistiche che decide di allontanarsi dall'Antico.[13][17][22] Feige ha spiegato che il personaggio "crede che Antico stia solo proteggendo il suo potere e che il mondo potrebbe essere migliore se lasciassimo entrare alcune di queste cose [da altre dimensioni]".[22] Mikkelsen ha aggiunto che Kaecilius "non è un villain vero e proprio, è un uomo che crede in qualcosa di diverso rispetto all'eroe. [...] È l'antagonista, ma non è necessariamente in torto".[23] Mikkelsen ha aggiunto che il personaggio è frutto dell'unione di più antagonisti del Dottor Strange, mentre Derrickson ha affermato che il personaggio è stato sviluppato "per permetterci di introdurre l'idea di alcuni individui che vivono in altre dimensioni".[8] Derrickson spiegò che Kaecilius ha degli ideali ben precisi e ha paragonato il personaggio al John Doe di Seven e al Joker di Il cavaliere oscuro, entrambi personaggi con una "logica inconfutabile" dietro le loro idee e le loro azioni.[24]
- Antico, interpretato da Tilda Swinton: un mistico celtico che diventa mentore di Strange.[25] I Marvel Studios inizialmente pensarono a un uomo per la parte, ma in seguito resero il ruolo adatto anche a un'attrice.[6][26] Tuttavia fino al luglio 2015 Swinton non sapeva se avrebbe interpretato un uomo o una donna.[27] Il produttore Kevin Feige spiegò: "Mentre sviluppavamo il film pensavamo all'Antico più come a un titolo che a una persona specifica. Gli stregoni sono in giro da millenni, proteggendo la Terra da cose di cui non sappiamo nulla. Ci sono stati più Antichi, anche se il nostro Antico è in giro da cinquecento anni. È un titolo, e per questo abbiamo sentito di avere un certo margine di libertà nel casting".[28] Feige affermò in seguito che Swinton "fa un lavoro incredibile nell'essere quasi ambigua in termini di genere. [...] Chiaramente lei è una donna, ma la sua interpretazione è molto ambigua".[29] Il casting di Swinton ha inoltre scatenato diverse accuse di whitewashing, dal momento che nei fumetti il personaggio è generalmente rappresentato come un uomo tibetano.[30] In risposta alle polemiche Swinton affermò che il personaggio nel film non è pensato per essere asiatico, e che non le è mai stato chiesto di interpretare un personaggio asiatico.[31]

Cumberbatch ha inoltre prestato il suo corpo come riferimento per la motion capture dell'entità Dormammu, interamente creata in CGI. Fu lo stesso Cumberbatch a suggerire a Derrickson di fargli interpretare il personaggio, in modo da suggerire che Dormammu non abbia una forma fisica nella sua dimensione e avesse assunto una forma umana per comunicare con Strange. La voce di Dormammu è invece di un attore inglese di cui non è stato rivelato il nome.
Chris Hemsworth riprende il ruolo di Thor dai precedenti film MCU nella scena a metà dei titoli di coda. Inoltre Linda Louise Duan appare nei panni di Tina Minoru, anche se il nome del personaggio non viene pronunciato nel film; Mark Anthony Brighton interpreta Daniel Drumm; e Topo Wresniwiro interpreta Hamir. Zara Phythian, Alaa Safi, and Katrina Durden interpretano gli zeloti di Kaecilius. Stan Lee appare in un cameo nei panni di un signore seduto in un autobus intento a leggere Le porte della percezione di Aldous Huxley. Amy Landecker venne scelta per il ruolo della dottoressa Bruner, un'anestesista, ma la maggior parte delle sue scene vennero tagliate in sede di montaggio.

## Produzione

### Sviluppo
Un film basato su Dottor Strange era riportato come in pre-produzione nel 1986, con una sceneggiatura firmata da Bob Gale. Per ragioni sconosciute il film di Gale non entrò mai in produzione, e nel 1989 venne scritta una nuova sceneggiatura da Alex Cox e Stan Lee. Nella sceneggiatura Dottor Strange viaggiava nella Quarta Dimensione e finiva sull'Isola di Pasqua, dove affrontava Dormammu. La sceneggiatura di Cox e Lee risultò vicina alla realizzazione grazie alla Regency Enterprises, ma al tempo i film della Regency erano distribuiti dalla Warner Bros., che era in conflitto con la Marvel sul merchandise, e per questo motivo la produzione non fu avviata. Nel dicembre 1992 Wes Craven firmò per scrivere e dirigere il film, che avrebbe dovuto essere distribuito dalla Savoy Pictures nel 1994-1995. Nel 1995 David S. Goyer terminò una sceneggiatura per il film. Nell'aprile 1996 la Columbia Pictures acquistò i diritti cinematografici del personaggio e affidò la sceneggiatura a Jeff Welch e la produzione a Bernie Brillstein e Brad Grey.
Intorno all'aprile del 2000 la Columbia rinunciò al film, dopo che Michael France venne chiamato per scrivere il film e Chuck Russell e Stephen Norrington si dissero interessati alla regia. Nel giugno 2001 la Dimension Films acquistò i diritti cinematografici, e chiamò Goyer per scrivere e dirigere il film. Tuttavia nell'agosto 2001 la Miramax Films acquistò i diritti dalla Dimension, e nel marzo 2002 Goyer abbandonò il progetto.
Nel marzo 2003 venne annunciato che il film sarebbe uscito nel 2005, mentre nel 2004 il CEO dei Marvel Studios Avi Arad affermò: "Siamo fermi. È un film complicato da scrivere, ma ci stiamo lavorando. Stiamo cercando il Jerry Garcia degli sceneggiatori". Nell'aprile 2005 la Paramount Pictures acquistò i diritti di Dottor Strange dalla Miramax come parte del piano dei Marvel Studios di produrre indipendentemente i propri film. Al tempo, il budget del film era stimato non superiore ai $165 milioni.
Nel marzo 2009 la Marvel ingaggiò diversi sceneggiatori per cercare di trovare il modo giusto di trasporre i suoi personaggi meno noti, tra cui Pantera Nera, Cable, Dottor Strange, Pugno d'acciaio, Nottolone e Visione. Nel giugno 2010 la Marvel ingaggiò Thomas Dean Donnelly e Joshua Oppenheimer per scrivere il film. Nel gennaio 2013 il presidente dei Marvel Studios Kevin Feige confermò che Dottor Strange avrebbe fatto parte della Fase Tre del Marvel Cinematic Universe. Nel maggio 2013 Feige affermò che il film su Dottor Strange era in lavorazione, e reiterò la cosa a novembre.
Nel febbraio 2014 The Hollywood Reporter riportò che la Marvel stava considerando Mark Andrews, Jonathan Levine, Nikolaj Arcel e Dean Israelite come possibili registi, e Jonathan Aibel e Glenn Berger per riscrivere la sceneggiatura. Feige confermò che la Marvel stava considerando diversi candidati, ma affermò che "l'articolo dell'Hollywood Reporter non è veritiero riguardo a chi stiamo incontrando". Nel marzo 2014 la lista di possibili candidati alla regia venne ridotta ad Andrews, Levine e Scott Derrickson. Nello stesso mese Feige affermò che Dottor Strange sarebbe stato un viaggio mentale negli stili di Ditko/Kubrick/Miyazaki/Matrix.
Nell'aprile 2014 Feige affermò che Dottor Strange avrebbe aperto le porte al lato soprannaturale del Marvel Cinematic Universe. Nel luglio 2014 Feige ritornò sull'argomento, affermando: "Qual è la definizione di 'soprannaturale'? Varia. Ci piace l'idea di giocare con le dimensioni alternative. Pensiamo che sia davvero interessante vedere Strange, nello stile di Steve Ditko, viaggiare attraverso le dimensioni e attraverso i reami. E giocare con la percezione della realtà... giocheremo molto anche con le nozioni di fisica e meccanica quantistica per spiegare come gli stregoni fanno quel che fanno". In seguito Feige rivelò che la Dimensione Astrale, la Dimensione Oscura e la Dimensione Specchio sarebbero apparse nel film. Parlando dell'uso di altre dimensioni nel film, Feige affermò: "Credo che quando i film dei fumetti sentono parlare di dimensioni parallele o dimensioni multiple pensano subito a Terra 616, Terra 617 o Terra 618. [...] Ma quello che affrontiamo nel film è che ci sono delle dimensioni - che le altre dimensioni non sono solo delle realtà parallele, anche se alcune di esse lo sono... ci sono delle dimensioni che sono così complicate che possiamo a malapena percepirle; ci sono delle dimensioni da cui provengono molte delle immagini di Ditko; ci sono delle dimensioni che sono dei viaggi mentali talmente potenti che la mente umana riesce a malapena a comprenderle".

### Pre-produzione

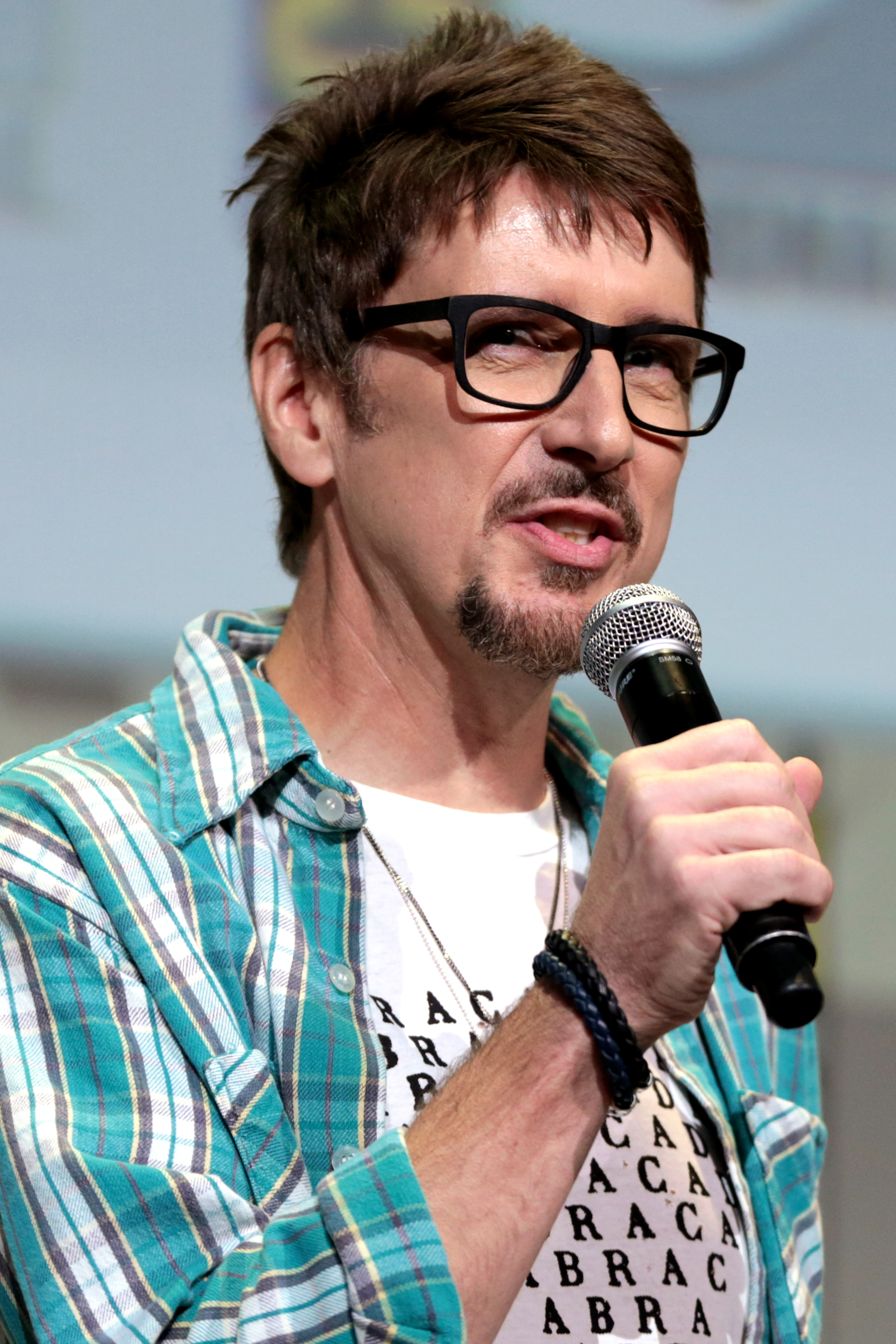
Il regista Scott Derrickson

Nel giugno 2014, Derrickson venne scelto per dirigere il film. Per metà giugno la Marvel aveva preso in considerazione Tom Hardy, Benedict Cumberbatch e Jared Leto come possibili interpreti di Strange, e Jon Spaihts entrò in trattative per riscrivere la sceneggiatura. Sempre a giugno Feige confermò l'ingaggio di Derrickson, affermò che lo studio era alla ricerca di uno sceneggiatore che riscrivesse il film, e che il casting sarebbe cominciato a luglio o agosto. Feige disse inoltre che la produzione sarebbe iniziata nei primi mesi del 2015, affermando che "Strange è molto, molto importante, non solo perché è incentrato su un personaggio fantastico, ma anche sul viaggio di un uomo che passa dall'essere un chirurgo arrogante a una persona molto zen e che letteralmente tiene insieme la realtà, ma aprirà anche le porte a un lato del tutto nuovo dei nostri film". Nello stesso mese Édgar Ramírez, che aveva lavorato con Derrickson in Liberaci dal male, affermò di aver avuto delle conversazioni con il regista riguardo a un ruolo in Doctor Strange. Il 21 luglio Feige affermò che l'annuncio dell'attore protagonista sarebbe stato fatto "in tempi relativamente brevi". A fine mese Joaquin Phoenix entrò in trattative per interpretare Doctor Strange, ma nell'ottobre 2014 le trattative saltarono. Phoenix affermò che una delle ragioni per cui ha rinunciato al ruolo è che i film blockbuster non sono mai "soddisfacenti [...] hanno troppi requisiti che vanno contro la mia attitudine verso i personaggi".
Nel settembre 2014 i Marvel Studios entrarono in negoziazione per girare Doctor Strange ai Pinewood-Shepperton Studios in Inghilterra, con la crew pronta a trasferirsi agli Studios a fine 2014-inizio 2015 per iniziare le riprese a maggio 2015. Nell'ottobre 2014 la Marvel inserì Cumberbatch, Jared Leto, Ethan Hawke, Oscar Isaac, Ewan McGregor, Matthew McConaughey, Jake Gyllenhaal, Colin Farrell e Keanu Reeves nella shortlist dei possibili interpreti di Dottor Strange, anche se Reeves affermò di non essere stato contattato per la parte, e Ryan Gosling ebbe delle conversazioni per interpretare il personaggio. A fine mese Cumberbatch entrò in trattative per interpretare il personaggio, e nel dicembre 2014 venne ufficialmente annunciato nel ruolo, nonostante avesse precedentemente affermato che, se gli avessero offerto la parte, avrebbe dovuto rifiutare a causa dei suoi altri impegni lavorativi. Sulla scelta di Cumberbatch per il ruolo di Strange, Feige affermò: "Siamo stati interessati a lui per molto tempo, ma i suoi impegni hanno sempre rappresentato una sfida". Dopo aver cercato altri attori, la Marvel decise di tornare da Cumberbatch e di spostare la produzione in modo da adeguarsi agli impegni dell'attore. Con il posticiparsi della produzione, Derrickson chiamò il suo co-sceneggiatore di Sinister C. Robert Cargill per lavorare insieme alla sceneggiatura. Cargill rivelò il suo coinvolgimento nel film un anno dopo. Cargill affermò che lui e Derrickson furono inizialmente chiamati per co-sceneggiare il film, ma la Marvel si rese conto che se Derrickson avesse sia diretto che co-scritto il film non sarebbero riusciti a rispettare l'iniziale data di uscita di luglio 2016, e affidarono dunque la sceneggiatura a Spaihts, che la passò poi a Cargill, in modo da permettere a Derrickson di concentrarsi sulla pre-produzione del film. Cargill definì il film sia un film di supereroi che un fantasy, spiegando che" è un universo fantasy molto magico, ma al tempo stesso gioca con alcuni tropi supereroistici che il pubblico ama". Feige e Derrickson affermarono che i lavori di Steve Ditko sul personaggio, la miniserie a fumetti Doctor Strange: Il giuramento di Brian Vaughan e la graphic novel Doctor Strange: Into Shamball hanno influenzato il lavoro sul film.
Nel gennaio 2015 Cumberbatch affermò che Doctor Strange sarebbe stato diverso da tutti i precedenti film della Marvel: "È un piano astrale. C'è un nuovo e grande elemento in questo universo Marvel che verrà usato per costruire questa storia e questo personaggio". Nello stesso mese Chiwetel Ejiofor entrò in trattative per una parte nel film, rivelatasi in seguito quella del Barone Mordo. Nell'aprile 2015 Derrickson e membri della produzione visitarono New York per cercare potenziali location in cui girare il film, mentre Feige affermò che le riprese sarebbero cominciate a novembre 2015. Nel maggio 2015 Tilda Swinton entrò in trattative per interpretare Antico. A giugno 2015 Derrickson annunciò che si sarebbe trasferito a Londra per cominciare a lavorare al film. Sempre a giugno Feige confermò che il Sancta Santorum di Strange sarebbe apparso nel film e che, come nei fumetti, sarà situato a Bleecker Street, nel Greenwich Village. Nel luglio 2015 Swinton confermò che avrebbe interpretato Antico. A fine mese Rachel McAdams venne contattata per una parte da protagonista nel film, ma l'attrice affermò: "è ancora super-presto, e non so cosa accadrà, non so proprio se le trattative andranno a buon fine".
Nell'agosto 2015 il direttore della fotografia Ben Davis, che lavorò anche a Guardiani della Galassia e Avengers: Age of Ultron, descrisse il film come il "Fantasia della Marvel", affermando: "Ha una base molto psichedelica, e non sarà il classico film d'azione Marvel... c'è un sacco di pre-visualizzazione, e c'è un sacco di lavoro molto difficile - lo guarderete e vedrete tutto l'immaginario che è stato creato e penserete 'Come diavolo l'hanno girato questo?', perché è tutto molto escheriano". Al D23 Expo 2015 venne confermato Ejiofor nel ruolo del Barone Mordo. A fine mese Mads Mikkelsen entrò in trattative per interpretare un villain del film, anche se Deadline.com riportò che "sono trattative a uno stadio davvero preliminare" e che Mikkelsen era "solo uno dei tanti attori che sono considerati per questo ruolo". A settembre McAdams, durante il Toronto International Film Festival, confermò che avrebbe preso parte al film.
Nel settembre 2015 James Gunn, regista di Guardiani della Galassia e del sequel, rivelò che molti membri della crew che lavorò al primo film non sarebbero tornati per il secondo film poiché impegnati con Doctor Strange. A fine mese Feige affermò che ulteriori annunci riguardanti il cast sarebbero stati fatti "nei prossimi mesi, prima della fine dell'anno". A inizio novembre 2015 Michael Stuhlbarg entra in trattative per interpretare Nicodemus West, uno scienziato rivale di Strange.

### Riprese

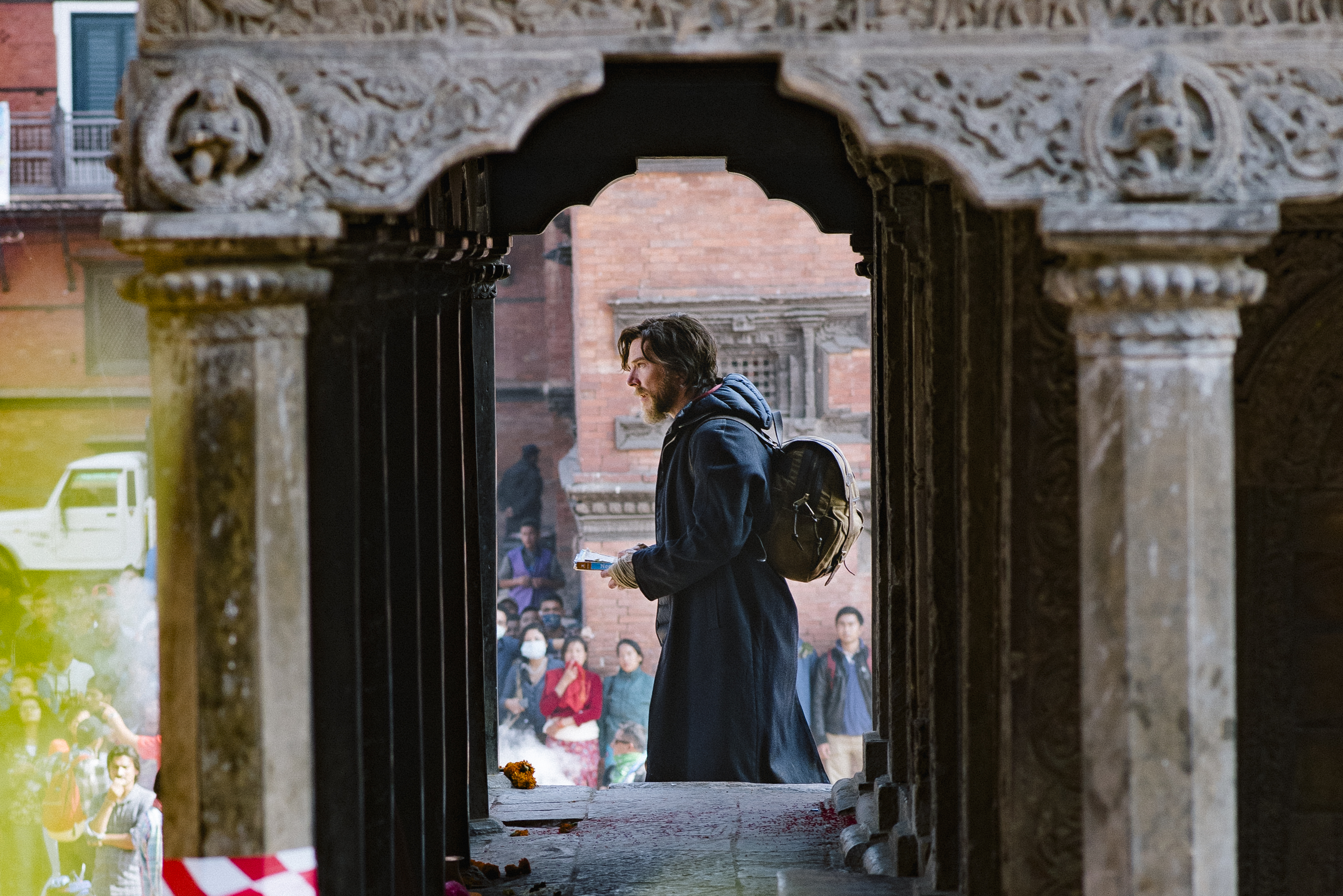
Cumberbatch sul set del film a Katmandu, in Nepal

Le riprese principali cominciarono il 16 novembre 2015 in Nepal con il titolo di lavorazione Checkmate, e si tennero in diverse zone della valle di Katmandu, tra cui i templi di Pashupatinath e Swayambhunath, nei quartieri di Thamel e New Road a Katmandu e nella piazza Patan Durbar a Patan. L'11 novembre la produzione si spostò ai Longcross Studios nel Regno Unito, dove rimase fino a marzo 2016. Sempre a novembre vennero girate alcune scene a Hell's Kitchen, New York. Riprese aggiuntive si tennero ai Shepperton Studios in Inghilterra, e a Hong Kong. Oltre venti set furono costruiti per il film. Il film è stato girato in digitale con camere Arri Alexa 65.
A fine novembre venne confermato il coinvolgimento di Mikkelsen e Stuhlbarg, ed entrarono nel cast Amy Landecker, Scott Adkins e Neve Gachev in ruoli non specificati. Nel gennaio 2016 si tennero delle riprese all'Exeter College di Oxford, e Benedict Wong entrò nel cast nel ruolo di Wong, valletto di Strange. A febbraio furono girate a Londra delle scene ambientate a New York. A inizio aprile la produzione si spostò al Flatiron District di New York. Le riprese terminarono il 1º aprile 2016.

### Post-produzione
Nel luglio 2016, al San Diego Comic-Con International 2016, Derrickson parlò del film, spiegando che, "come i primi fumetti del Dottor Strange aprirono l'universo Marvel al concetto di multiverso, il film sarà l'inizio del Marvel Cinematic Multiverse. Ha la stessa funzione che avevano i fumetti. Anche se è stato un'anomalia come fumetto, ritengo che sia uno dei punti centrali dei fumetti. [L'idea del multiverso] finì per aprire le porte a decadi di nuove storie e penso che questo film farà lo stesso". Nello stesso mese è stata rivelata la presenza nel cast di Benjamin Bratt. Nell'agosto 2016 Wong rivelò che le riprese aggiuntive del film erano terminate, e venne riportato che Dan Harmon aveva contribuito alla scrittura di alcune scene durante le riprese aggiuntive. Derrickson affermò che Harmon aveva aiutato con alcuni dialoghi durante la post-produzione, ma non abbastanza da ricevere un credito come sceneggiatore. Feige aggiunse che Harmon, dato il suo lavoro sulla serie fantascientifica Rick and Morty, era stato chiamato anche per "avere la sua opinione sui concetti fantascientifici. Quello per noi era importante tanto quanto qualsiasi battuta che avesse aggiunto al film". Intorno al 10 ottobre 2016 Derrickson terminò i lavori sul film. La scena a metà dei titoli di coda con Strange e Thor venne diretta da Taika Waititi, regista di Thor: Ragnarok. La scena venne girata prima dell'inizio delle riprese di Thor: Ragnarok nel luglio 2016, in modo da poter usare il set di Doctor Strange che stava per essere demolito. Derrickson definì la scena "praticamente perfetta" per mostrare l'inclusione di Strange nel più grande Marvel Cinematic Universe.
Parlando dell'uso del 3D nel film, Feige affermò che "a volte il 3D è uno strumento [...] con cui un regista può presentare il suo film [...] in altri casi è uno strumento al servizio del racconto, fa crescere il racconto. E se tutto va nel verso giusto aiuterà le persone a viaggiare ancora di più con la mente rispetto allo schermo tradizionale". In seguito Derrickson aggiunse che il 3D "accentua l'aspetto psichedelico e intrippante. I fumetti di Steve Ditko e Stan Lee erano tutti incentrati su queste strane immagini e li abbiamo usati molto come ispirazione per l'aspetto visuale del film [...] Il 3D darà maggiormente la sensazione che queste immagini siano reali". Parlando dell'aspetto visivo del film, Derrickson affermò: "C'è moltissima arte surrealista e fotografica e M.C. Escher che hanno avuto un ruolo importante nella parte visuale del film. Volevamo usare effetti visivi all'avanguardia per fare delle cose nuove e mai viste, non semplicemente per far saltar in aria le cose" Gli effetti visivi del film sono curati da Industrial Light & Magic e Luma Pictures.

## Colonna sonora
Nel maggio 2016 il compositore Michael Giacchino annunciò che avrebbe composto le musiche per il film. Derrickson ha definito le musiche "magiche nel senso letterale del termine, [...] Giacchino sta facendo quello che i grandi compositori fanno, che non è solo creare una musica a supporto delle immagini, sta aggiungendo un terzo fattore al film. Il film sta diventando qualcosa di nuovo con la sua musica". La colonna sonora è stata registrata agli Abbey Road Studios. Derrickson ha voluto includere nel film Interstellar Overdrive dei Pink Floyd del 1967. La colonna sonora è stata pubblicata digitalmente il 21 ottobre 2016 e il 18 novembre 2016 su supporti fisici dalla Hollywood Records.

## Promozione
Nell'agosto 2015, al D23 Expo, venne mostrato un concept art trailer narrato da Derrickson. Gli artwork mostrano Cumberbatch con un tradizionale vestito di Dottor Strange dai fumetti, oltre a una presentazione generale della trama, sottolineando momenti cruciali come l'incidente di Strange, il suo viaggio di guarigione e la lotta con il Barone Mordo.
Il primo trailer del film venne presentato in anteprima il 12 aprile 2016 al Jimmy Kimmel Live! e pubblicato poco dopo online, anche in italiano. Il secondo trailer venne presentato al San Diego Comic-Con International il 23 luglio 2016 e pubblicato poco dopo online, anche in italiano.

## Distribuzione

### Data di uscita
La première mondiale di Doctor Strange si è tenuta il 13 ottobre 2016 a Hong Kong, e venne in seguito presentato al TLC Chinese Theatre di Hollywood il 20 ottobre 2016. Doctor Strange è stato distribuito il 26 ottobre 2016 in Italia e il 4 novembre 2016 negli Stati Uniti, anche in 3D e in formato IMAX. Inizialmente era previsto per l'8 luglio 2016.

### Edizione italiana
La direzione del doppiaggio e i dialoghi italiani sono stati curati da Marco Guadagno, per conto della Dubbing Brothers Int. Italia.

### Edizioni home video
Doctor Strange è stato distribuito da Walt Disney Studios Home Entertainment il 14 febbraio 2017 in formato digitale e il 28 febbraio 2017 in Blu-ray e DVD. In Italia il film è stato distribuito il 15 febbraio 2017 in formato digitale e il 1º marzo 2017 in Blu-ray e DVD. La versione digitale e la versione Blu-ray contengono un'anteprima ai film della Fase Tre Guardiani della Galassia Vol. 2, Thor: Ragnarok, Black Panther e Avengers: Infinity War, e la seconda parte del mockumentary umoristico Team Thor.

## Accoglienza

### Incassi
Doctor Strange ha incassato 232641920 $ in Nord America e 445154156 $ nel resto del mondo, per un incasso complessivo di 677796076 $, a fronte di un budget di produzione di $165 milioni.
Il film è l'undicesimo maggior incasso mondiale del 2016 e il tredicesimo maggiore incasso nel Nord America del 2016.

#### Nord America
Alle anteprime del giovedì sera Doctor Strange ha incassato $9,4 milioni. Nel primo giorno di programmazione il film ha incassato $32,6 milioni, compresi gli incassi delle anteprime. Nel primo week-end di programmazione il film ha incassato $85,1 milioni, di cui $12,2 milioni dal circuito IMAX; si tratta del terzo miglior esordio per un film Disney nel mese di novembre dietro solamente a Thor: Ragnarok e Thor: The Dark World, del nono miglior esordio dell'anno e del quarto miglior esordio per il primo film di un supereroe del MCU dopo Black Panther, Iron Man e Guardiani della Galassia. Il film è rimasto al primo posto nella classifica degli incassi anche durante il suo secondo week-end di programmazione, ed è sceso al secondo posto nel terzo week-end, dietro a Animali fantastici e dove trovarli. Nel quarto week-end di programmazione il film è sceso al terzo posto dietro Animali fantastici e dove trovarli e Oceania.

#### Internazionale
Nel primo week-end di programmazione Doctor Strange ha incassato $87,7 milioni in 33 paesi, aprendo ovunque al primo posto della classifica tranne che in Finlandia e Lituania. In Corea del Sud il film ha stabilito un record come miglior week-end d'esordio per un film Marvel con $18 milioni e un record come miglior esordio per un film in IMAX. Anche a Hong Kong ($3,3 milioni), Thailandia ($2,6 milioni), Malesia ($2,4 milioni) e Singapore ($2,1 milioni) il film ha segnato un record come miglior esordio per un film Marvel. Al 1º novembre 2016 i maggiori mercati erano Corea del Sud ($18 milioni), Regno Unito ($11,3 milioni) e Francia ($5,8 milioni). Nel circuito IMAX il film ha debuttato con $7,8 milioni, un record per il mese di ottobre. Nel secondo week-end di programmazione il film ha incassato $118,7 milioni, salendo a $240,4 milioni complessivi in tredici giorni, con un calo del 38% rispetto alla prima settimana. In Cina il film è stato distribuito il 4 novembre 2016, incassando $43,7 milioni nel primo week-end, il terzo miglior esordio di sempre per un film di supereroi nel paese.

### Critica
Il film è stato accolto positivamente dalla critica cinematografica. Sull'aggregatore di recensioni Rotten Tomatoes ha un indice di gradimento dell'89% basato su 388 recensioni, con un voto medio di 7,3 su 10; il consenso critico del sito recita: "Doctor Strange bilancia finemente il suo stravagante materiale d'origine con i limiti dei blockbuster del MCU, offrendo una storia d'origine di un supereroe davvero molto divertente". Su Metacritic ha un voto medio di 72 su 100 basato su 49 recensioni.
Peter Debruge di Variety ha definito Doctor Strange "il più soddisfacente film Marvel dai tempi di Spider-Man 2", lodando il cast e l'abilità di Derrickson di sperimentare sul piano visivo. Todd McCarthy dell'Hollywood Reporter ha apprezzato il film, definendolo "una coinvolgente, occasionalmente strabiliante e con un cast intelligentemente assemblato aggiunta al crescente portfolio della Marvel", aggiungendo che "Scott Derrickson naviga attraverso le varie dimensioni con il giusto grado di coerenza, e offre un prodotto con evidente agio e un po' di eleganza". Alfonso Duralde di TheWrap ha scritto: "Vero, Doctor Strange è una storia di origini, e talvolta è legato alle esigenze narrative del genere, ma è abbastanza furbo da chiamare dei grandiosi attori britannici per rendere la narrazione prevedibile e le lezioni di vita originali e affascinanti". Chris Nashawaty di Entertainment Weekly ha dato al film "B+", scrivendo è "entusiasmante allo stesso modo di molti altri film Marvel. Ma quello che lo rende unico è esaltante in un modo che la maggior parte dei film Marvel non osa essere. È una goduria per gli occhi e per il cervello". Su The Guardian Peter Bradshaw ha dato al film quattro stelle su cinque, definendolo "una giostra supereroistica tremendamente coinvolgente e piacevole, in cui il più classico dei cast sa esattamente quando è il momento di prendersi sul serio - e quando lasciarsi andare al divertimento". Anche James Dyer di Empire ha lodato il film, affermando che si tratta di "una bizzarra e bellissima deviazione nel viaggio Marvel, che culmina in un atto finale sconvolgente che capovolge le aspettative".
Mike Ryan di Uproxx ha dato al film un voto di 7 su 10, affermando tuttavia che la struttura del film è fin troppo simile a quella di Iron Man. Anche Eric Goldman di IGN.com, che ha dato al film 7,7 su 10, ha lamentato la poca originalità della trama, scrivendo che "Doctor Strange è un po' una contraddizione, essendo al tempo stesso molto simile e molto diverso da ciò che è venuto prima di lui. Strutturalmente è un'altra classica storia di origini di un supereroe, ma d'altra parte, si immerge in un'ambientazione molto più allucinante e psichedelica di ogni altro film tratto da fumetti". Scott Mendelson di Forbes è stato critico nei confronti del film, definendolo "un semplice film di supereroi nella media, con una storia frettolosa e piena d'azione che lascia poco tempo per lo sviluppo dei personaggi o per una narrazione non convenzionale. Le sequenze d'azione e gli effetti visivi valgono sicuramente il prezzo del biglietto, ma sappiamo tutti che il MCU è capace di fare molto di più".

## Riconoscimenti
- 2017 – Premio Oscar[157]
  - Candidatura ai migliori effetti visivi a Stephane Ceretti, Richard Bluff, Vincent Cirelli e Paul Corbould
- 2016 – Critics' Choice Awards
  - Candidatura al miglior trucco
  - Candidatura ai migliori effetti visivi
  - Candidatura al miglior film d'azione
  - Candidatura al miglior attore in un film d'azione a Benedict Cumberbatch
  - Candidatura alla miglior attrice in un film d'azione a Tilda Swinton
  - Candidatura al miglior film sci-fi/horror
- 2016 – Evening Standard British Film Awards
  - Candidatura al miglior attore protagonista a Benedict Cumberbatch
  - Candidatura al miglior attore non protagonista a Chiwetel Ejiofor
  - Candidatura al miglior cattivo a Mads Mikkelsen
- 2016 – Florida Film Critics' Circle
  - Candidatura ai migliori effetti visivi
- 2016 – Hollywood Film Awards
  - Hollywood Visual Effects Award a Stephane Ceretti e Richard Bluff
- 2016 – Hollywood Music in Media Awards
  - Candidatura alla miglior colonna sonora originale per un film Sci-Fi/Fantasy a Michael Giacchino
- 2016 – San Diego Film Critics Society
  - Candidatura ai migliori effetti visivi
- 2016 – St. Louis Gateway Film Critics Association
  - Candidatura al miglior film d'azione
  - Candidatura al miglior film horror/fantascienza
  - Candidatura ai migliori effetti visivi
- 2017 – Premio BAFTA[158]
  - Candidatura al miglior trucco e acconciatura
  - Candidatura alla miglior scenografia
  - Candidatura ai migliori effetti speciali
- 2017 – Annie Award
  - Candidatura all'Outstanding Achievement, Animated Effects in a Live Action Production a Terry Bannon, Nicholas Tripodi, Daniel Fotheringham, Matt Weaver e Julien Boudou
- 2017 – Art Directors Guild Awards
  - Candidatura all'Excellence in Production Design for a Fantasy Film a Charles Wood
- 2017 – Cinema Audio Society Awards[159]
  - Candidatura al miglior film live action
- 2017 – Houston Film Critics Society
  - Candidatura al Technical Achievement
- 2017 – E! People's Choice Awards
  - Candidatura al Favorite Year End Blockbuster
- 2017 – Satellite Awards
  - Candidatura ai migliori effetti visivi
- 2017 – Screen Actors Guild Award
  - Candidatura alle migliori controfigure cinematografiche
- 2017 – Visual Effects Society Awards[160]
  - Candidatura all'Outstanding Visual Effects in a Photoreal Feature a Stephane Ceretti, Susan Pickett, Richard Bluff, Vincent Cirelli, Paul Corbould
  - Candidatura all'Outstanding Created Environment in a Photoreal Feature ("London") a Brendan Seals, Raphael A. Pimentel, Andrew Zink, Gregory Ng
  - Candidatura all'Outstanding Created Environment in a Photoreal Feature ("New York City") ad Adam Watkins, Martijn van Herk, Tim Belsher, Jon Mitchell
  - Candidatura all'Outstanding Virtual Cinematography in a Photoreal Project ("New York Mirror Dimension") a Landis Fields, Mathew Cowie, Frederic Medioni, Faraz Hameed
  - Candidatura all'Outstanding Effects Simulations in a Photoreal Feature ("Hong Kong Reverse Destruction") a Florian Witzel, Georges Nakhle, Azhul Mohamed, David Kirchner
  - Candidatura all'Outstanding Compositing in a Photoreal Feature ("New York City") a Matthew Lane, Jose Fernandez, Ziad Shureih, Amy Shepard
- 2017 – Saturn Award[161]
  - Migliore trasposizione da fumetto a film
  - Miglior attrice non protagonista a Tilda Swinton
  - Candidatura al miglior attore a Benedict Cumberbatch
  - Candidatura alla miglior regia a Scott Derrickson
  - Candidatura alla migliore sceneggiatura a Jon Spaihts, Scott Derrickson e C. Robert Cargill
  - Candidatura alla miglior scenografia a Charles Woods
  - Candidatura alla miglior colonna sonora a Michael Giacchino
  - Candidatura ai migliori costumi a Alexandra Byrne
  - Candidatura al miglior trucco a Jeremy Woodhead
  - Candidatura ai migliori effetti speciali a Stephane Ceretti, Richard Bluff e Vincent Cirelli

## Sequel
Nell'aprile 2016 Cargill rivelò che alcune idee proposte da lui e Derrickson per il film erano state considerate troppo "stravaganti" per essere inserite in una storia di origini ed erano state messe da parte per dei possibili seguiti. Nell'ottobre 2016 Derrickson affermò di avere delle idee per un sequel. Cumberbatch confermò inoltre di aver firmato per più di un film incentrato su Strange. Nel dicembre 2018 è stato annunciato che Derrickson avrebbe diretto il sequel di Doctor Strange, con Benedict Cumberbatch e Benedict Wong che riprendono i loro ruoli. Il film, intitolato Doctor Strange nel Multiverso della Follia, è uscito il 4 maggio 2022, ed è il primo horror del MCU, con Elizabeth Olsen che riprende il ruolo di Wanda Maximoff / Scarlet Witch dai precedenti film. La sceneggiatura è stata scritta da Jade Bartlett. Nel gennaio 2020 è stato annunciato che non sarebbe più stato Derrickson a dirigere il film, mentre il mese successivo Michael Waldron è stato ingaggiato per riscrivere la sceneggiatura. Nell'aprile 2020 Sam Raimi ha annunciato che avrebbe diretto il film. Le riprese sono iniziate nel novembre 2020 a Londra e sono terminate nell'aprile 2021.